# Manu Beuselinck
Manu Ph.J. Beuselinck, né le 25 mars 1970 à Ostende, est un homme politique belge flamand, membre de la N-VA.
Il est pharmacien.

## Carrière politique
- Député fédéral du 6 juillet 2010 au 8 novembre 2012.
- Conseiller communal d'Ostende (2013-2018).